# Anicet Oura
Alain Anicet Oura (7 dicembre 1999) è un calciatore ivoriano, attaccante del Gnistan.

## Carriera

### Club
Cresciuto nelle giovanili dell'Africa Sports, nel 2019 si è trasferito al Lori, in Armenia. Dopo una stagione è stato ceduto in prestito al Masis, con il quale ha collezionato 3 presenze e 4 reti nel campionato armeno nel 2020.
Dopo il rientro dal prestito, viene ceduto all'ASEC Mimosas.
Nel 2023 si trasferisce allo Stellenbosch.
(Steve Barker)

### Nazionale
Ha esordito con la nazionale ivoriana nel 2023, in occasione della gara contro la Rep. del Congo, terminata a reti inviolate, valida per la seconda giornata della fase a gironi del campionato delle nazioni africane 2022.

## Palmarès

### Club

#### Competizioni nazionali
- Coppa di Lega sudafricana: 1

Stellenbosch: 2023